# Беляни-Вроцлавські
Беляни-Вроцлавські (пол. Bielany Wrocławskie, нім. Bettlern) — село в Польщі, у гміні Кобежиці Вроцлавського повіту Нижньосілезького воєводства.
Населення — 3151 особа (2011).
У 1975-1998 роках село належало до Вроцлавського воєводства.

## Демографія
Демографічна структура станом на 31 березня 2011 року:
|          | Загалом | Допрацездатний вік | Працездатний вік | Постпрацездатний вік |
| -------- | ------- | ------------------ | ---------------- | -------------------- |
| Чоловіки | 1501    | 412                | 1009             | 80                   |
| Жінки    | 1650    | 426                | 1042             | 182                  |
| Разом    | 3151    | 838                | 2051             | 262                  |